# Natalina
Natalina é um género de gastrópode  da família Rhytididae.
Este género contém as seguintes espécies:
- Natalina beyrichi
- Natalina wesseliana